# المرجلة (سرار)

تعديل مصدري - تعديل

المرجلة هي إحدى قرى عزلة سرار بمديرية سرار التابعة لمحافظة أبين، بلغ تعداد سكانها 118 نسمة حسب تعداد اليمن لعام 2004.